# 乌尔南塞
乌尔南塞（约公元前2550年前后在位）（英語：Urnanshe）拉格什国王。他致力于建筑活动。并且亲自参加了工程修建。他还促进了自己所在的城市与位于波斯湾的底尔蒙之间的对外贸易发展。 